# Parallelia analis
Parallelia analis là một loài bướm đêm trong họ Erebidae.